# 다우가바강
다우가바강(라트비아어: Daugava, 폴란드어: Dźwina, 독일어: Düna)은 러시아와 벨라루스, 라트비아를 흐르는 강으로, 러시아의 발다이 구릉 지대에서 발원하여 발트해에 위치한 리가만으로 흘러들어간다. 러시아와 벨라루스에서는 서드비나강(西-, 러시아어: Западная Двина́, 벨라루스어: Заходняя Дзьвіна), 에스토니아에서는 배이나강(에스토니아어: Väina)이라고 부른다. 길이는 1,020 km(633.7 mi.)이고 이 중 325 km는 러시아, 328 km는 벨라루스, 367 km는 라트비아에 속해 있다. 베레지나강과 드니프로강을 운하를 통해 연결하고 있었다. (현재 운하는 기능을 상실하였다) 다우가바강은 라트비아와 벨라루스 국경선의 일부를 이루고 있다.
C. 미카엘 호간에 의하면 다우가바강은 소련 시기 집단 농장(오염된 물을 정화하지 않고 버림) 및 수력 발전소 때문에 이 시기부터 환경 오염이 시작되었다고 한다. 현재 다우가바강에는 수력 발전을 위하여 3기의 댐이 건설되어 있다. 리가 수력 발전소는 하구에서 35 km 상류에 위치하고 있으며, 체굼스 수력 발전소는 하구에서 70 km 상류에 위치하고 있고, 플랴비냐스 수력 발전소는 하구에서 107 km 상류에 위치해 있다. 4번째 댐 다우가프필스 수력 발전소는 계획된 적이 있었으나 취소되었다. 벨라루스는 다우가바강의 자국 내 본류에 수력 발전용 댐 건설을 계획하고 있다.

## 이름의 유래
라트비아어 이름 다우가바(Daugava)는 "큰 물"을 뜻하는 고대 발트어 단어인 "daudz ūdens"에서 따 왔다는 주장이 있다. 다우가바강을 가리키는 다른 이름들인 Dyna – Двина – Дзьвіна – Dźwina -Düna – Dvina 등은 "바다로 가는 길"을 뜻하는 핀란드식 이름 Vīna-Väinä에서 왔다는 주장이 있다. 바이킹 족의 사가 및 원초 연대기에 이 강이 등장한다.

## 다우가바강의 도시

### 벨라루스
- 비쳅스크
- 벨리시
- 폴라츠크

### 라트비아
- 다우가우필스
- 예캅필스
- 아이스크라우클레
- 오그레
- 살라스필스
- 리가

## 미디어
- EBS 1TV: 《세계테마기행》